# 奧萊娜·普奇爾卡
奧莉哈·彼得里芙娜·科薩奇（婚前姓德拉霍馬諾娃；1849年6月29日—1930年10月4日），筆名奧萊娜·普奇爾卡，乌克兰出版商、作家、民族誌学家、翻译家和民间活动家。米哈伊洛·德拉霍馬諾夫的妹妹。同時為列霞·烏克蘭卡、奧莉哈·科薩奇-克里維紐克、米哈伊洛·科薩奇、奧克薩娜·科薩奇-希馬諾夫斯卡、米科拉·科薩奇和伊濟多拉·科薩奇-鮑里索娃之母。

## 備注
1. ↑  烏克蘭語：，羅馬化：Olha Petrivna Kosach
2. ↑  烏克蘭語：，羅馬化：Drahomanova
3. ↑  烏克蘭語羅馬化：Olena Pchilka